# ولف آلیس
ولف آلیس (به انگلیسی: Wolf Alice) یک گروه موسیقی راک از شمال لندن است که در سال ۲۰۱۰ تشکیل شد. این گروه شامل الی روسل (خواننده، گیتار، ترانه‌سرا)، جف اودای (گیتار)، تئو الیس (بیس) و جوئل امِی (درام) است. این گروه در سال ۲۰۱۰ شروع به کار کرد، در ابتدا به عنوان یک پروژه انفرادی از الی راسل و سپس با همکاری جف اودای تشکیل شد. نام گروه برگفته از داستان کوتاهی از آنجلا کارتر می‌باشد. پس از انتشار یک آلبوم چند آهنگه با عنوان «ولف آلیس»، گروه با اضافه شدن درامر جوئل امِی و نوازنده گیتار بیس تئو الیس به شکل کنونی گسترش یافت.
پس از انتشار چند تک آهنگ، نخستین آلبوم استودیویی گروه با عنوان «عشق من باحال است» در ژوئن ۲۰۱۵ منتشر شد و در رتبه دوم جدول آلبوم‌های بریتانیا قرار گرفت و بازخوردهای بسیار مثبتی دریافت کرد.
«چشم‌اندازهای یک زندگی» دومین آلبوم استودیویی گروه در سپتامبر ۲۰۱۷ منتشر شد. این آلبوم با تک‌آهنگ‌های «یوک فو» و «بوسه‌ها را پاک نکن» به موفقیت تجاری رسید و نقدهای مثبتی را به همراه داشت. این آلبوم نیز توانست در رتبه دوم جدول آلبوم‌های بریتانیا قرار گیرد و برنده جایزه مرکوری ۲۰۱۸ شود.
در ژوئن ۲۰۲۱، «آخر هفته دلگیر» سومین آلبوم ولف آلیس منتشر شد و توانست در صدر جدول آلبوم‌های بریتانیا قرار گیرد. همچنین این آلبوم برای گروه، سومین نامزدی پیاپی برای جایزه مرکوری را به ارمغان آورد.
در فوریه ۲۰۲۲، ولف آلیس برنده جایزه بریت برای بهترین گروه سال شد.

## آلبوم‌ها
- عشق من باحال است (۲۰۱۵)
- چشم‌اندازهای یک زندگی (۲۰۱۷)
- آخر هفته دلگیر (۲۰۲۱)